# Catedral de San Pedro y San Pablo (Duala)
La Catedral de San Pedro y San Pablo o bien Catedral de San Pedro y San Pablo de Duala (en francés: cathédrale Saint-Pierre-et-Saint-Paul) está situada en Duala, una localidad del país africano de Camerún. Es la catedral de la arquidiócesis de Duala y esta dedicada a los Santos Pedro y Pablo. La Catedral de San Pedro y San Pablo fue construida en 1936 por padres espiritanos de Francia y se basa en el legado de los padres palotinos. La llegada del catolicismo en Camerún tiene sus orígenes en Alemania a través del bautismo de la primera catecúmeno camerunés, Andreas Kwa Mbange, el 6 de enero de 1889. Nacido en 1873, llega a la edad de 14 años para aprender el panadero artesanal. Entonces descubre el culto católico en un monasterio benedictino y pide ser bautizado. Tras el bautizo, el tema de la evangelización en Camerún se discutió en Berlín y Roma. El año 1890 es decisivo. En marzo, un decreto apostólico del Papa León XIII crea la prefectura de Camerún y confía a los misioneros palotinos el lugar.
Los misioneros de Alemania dejan Camerún al acercarse su derrota en 1914, y son reemplazados por franceses espiritanos en 1916.